# París-Niza 2008
La París-Niza 2008 se disputó entre el 9 y el 16 de marzo de 2008 con un recorrido de 1138,1 km (en principio fueron 1.229,1 pero la 1.ª etapa se redujo por inclemencias meteorológicas (fuerte viento y lluvia)), dividido en un prólogo y 7 etapas. 
La carrera, que se desmarcó del UCI ProTour, y a pesar de ello pudo contar con todos los equipos de dicha categoría a los que invitó, fue ganada por Davide Rebellin, del equipo Gerolsteiner, con solo 3 segundos de ventaja sobre Rinaldo Nocentini.
En esta edición fue cuando se dio a conocer al gran público Robert Gesink, al ser segundo en la etapa del Mont Ventoux (por detrás de Cadel Evans) consiguiendo el maillot de líder que perdería unas jornadas después aunque finalmente se llevó la clasificación de los jóvenes. Otro ciclista destacado fue Clément L'hottelerie, que estuvo muy combativo durante toda la carrera, llevándose como premio el maillot de la montaña. 

## Equipos participantes
Tomando parte en ella 20 equipos: 18 equipos ProTeam (todos menos el Astana) más los Profesionales Continentales del Agritubel, Chipotle, LPR Brakes-Farnese Vini y Skil-Shimano formando así un pelotón de 160 corredores (8 por equipo).
| ProTeams (16)- AG2R-La Mondiale - Bouygues Telecom - Caisse d'Épargne - Cofidis-Le Crédit par Téléphone - Crédit agricole - CSC - Euskaltel-Euskadi - Gerolsteiner - High Road - La Française des jeux - Liquigas - Team Milram - Quick Step - Rabobank - Saunier Duval-Scott - Silence-Lotto Equipos continentales profesionales (4)- Agritubel - LPR Brakes-Farnese Vini - Skil-Shimano - Slipstream-Chipotle |
| |

## Etapas
| Etapa     | Fecha     | Recorrido                    | type                    | Distancia (km) | Ganador           | Líder            |
| --------- | --------- | ---------------------------- | ----------------------- | -------------- | ----------------- | ---------------- |
| Prólogo   | 9 de mar  | Amilly – Amilly              | contrarreloj individual | 4,6            | Thor Hushovd      | Thor Hushovd     |
| 1.ª etapa | 10 de mar | La Chapelotte – Nevers       | etapa llana             | 93,5           | Gert Steegmans    | Thor Hushovd     |
| 2.ª etapa | 11 de mar | Nevers – Belleville          | etapa llana             | 201            | Gert Steegmans    | Thor Hushovd     |
| 3.ª etapa | 12 de mar | Fleurie – Saint-Étienne      | etapa de media montaña  | 165,5          | Kjell Carlström   | Sylvain Chavanel |
| 4.ª etapa | 13 de mar | Montélimar – Mont Ventoux    | etapa de montaña        | 176            | Cadel Evans       | Robert Gesink    |
| 5.ª etapa | 14 de mar | Althen-des-Paluds – Sisteron | etapa de media montaña  | 172,5          | Carlos Barredo    | Robert Gesink    |
| 6.ª etapa | 15 de mar | Sisteron – Cannes            | etapa de montaña        | 206            | Sylvain Chavanel  | Davide Rebellin  |
| 7.ª etapa | 16 de mar | Niza – Niza                  | etapa de montaña        | 119            | Luis León Sánchez | Davide Rebellin  |

## Desarrollo de la carrera

### Prólogo
| Amilly - Amilly | contrarreloj individual | (4,6 km) |

| \| Clasificación de la etapa \| Clasificación de la etapa \| Clasificación de la etapa \| Clasificación de la etapa \| Clasificación de la etapa \| \| Ciclista \| Ciclista \| Equipo \| Tiempo \| \| \| ------------------------- \| ------------------------- \| ------------------------- \| ------------------------- \| ------------------------- \| \| 1.º \| Thor Hushovd \| Crédit Agricole \| 5 min 28 s \| \| \| 2.º \| Markel Irizar \| Euskaltel-Euskadi \| + 4 s \| \| \| 3.º \| Stefan Schumacher \| Gerolsteiner \| + 5 s \| \| \| 4.º \| Bradley McGee \| CSC \| + 5 s \| \| \| 5.º \| William Bonnet \| Crédit Agricole \| + 6 s \| \| \| 6.º \| Danny Pate \| Slipstream-Chipotle \| + 6 s \| \| \| 7.º \| Leonardo Bertagnolli \| Liquigas \| + 7 s \| \| \| 8.º \| Andri Hrivko \| Team Milram \| + 8 s \| \| \| 9.º \| Karsten Kroon \| CSC \| + 8 s \| \| \| 10.º \| Trent Lowe \| Slipstream-Chipotle \| + 9 s \| \| |                      |                     |            |
| |                      |                     |            |
| |                      |                     |            |
| Clasificación de la etapa |                      |                     |            |
| Ciclista | Ciclista             | Equipo              | Tiempo     |
| 1.º | Thor Hushovd         | Crédit Agricole     | 5 min 28 s |
| 2.º | Markel Irizar        | Euskaltel-Euskadi   | + 4 s      |
| 3.º | Stefan Schumacher    | Gerolsteiner        | + 5 s      |
| 4.º | Bradley McGee        | CSC                 | + 5 s      |
| 5.º | William Bonnet       | Crédit Agricole     | + 6 s      |
| 6.º | Danny Pate           | Slipstream-Chipotle | + 6 s      |
| 7.º | Leonardo Bertagnolli | Liquigas            | + 7 s      |
| 8.º | Andri Hrivko         | Team Milram         | + 8 s      |
| 9.º | Karsten Kroon        | CSC                 | + 8 s      |
| 10.º | Trent Lowe           | Slipstream-Chipotle | + 9 s      |

| \| Clasificación general \| Clasificación general \| Clasificación general \| Clasificación general \| Clasificación general \| \| Ciclista \| Ciclista \| Equipo \| Tiempo \| \| \| --------------------- \| --------------------- \| --------------------- \| --------------------- \| --------------------- \| \| 1.º \| Thor Hushovd \| Crédit Agricole \| 5 min 28 s \| \| \| 2.º \| Markel Irizar \| Euskaltel-Euskadi \| + 4 s \| \| \| 3.º \| Stefan Schumacher \| Gerolsteiner \| + 5 s \| \| \| 4.º \| Bradley McGee \| CSC \| + 5 s \| \| \| 5.º \| William Bonnet \| Crédit Agricole \| + 6 s \| \| \| 6.º \| Danny Pate \| Slipstream-Chipotle \| + 6 s \| \| \| 7.º \| Leonardo Bertagnolli \| Liquigas \| + 7 s \| \| \| 8.º \| Andri Hrivko \| Team Milram \| + 8 s \| \| \| 9.º \| Karsten Kroon \| CSC \| + 8 s \| \| \| 10.º \| Trent Lowe \| Slipstream-Chipotle \| + 9 s \| \| |                      |                     |            |
| |                      |                     |            |
| |                      |                     |            |
| Clasificación general |                      |                     |            |
| Ciclista | Ciclista             | Equipo              | Tiempo     |
| 1.º | Thor Hushovd         | Crédit Agricole     | 5 min 28 s |
| 2.º | Markel Irizar        | Euskaltel-Euskadi   | + 4 s      |
| 3.º | Stefan Schumacher    | Gerolsteiner        | + 5 s      |
| 4.º | Bradley McGee        | CSC                 | + 5 s      |
| 5.º | William Bonnet       | Crédit Agricole     | + 6 s      |
| 6.º | Danny Pate           | Slipstream-Chipotle | + 6 s      |
| 7.º | Leonardo Bertagnolli | Liquigas            | + 7 s      |
| 8.º | Andri Hrivko         | Team Milram         | + 8 s      |
| 9.º | Karsten Kroon        | CSC                 | + 8 s      |
| 10.º | Trent Lowe           | Slipstream-Chipotle | + 9 s      |

### Etapa 1
| La Chapelotte - Nevers | etapa llana | (93,5 km) |

| \| Clasificación de la etapa \| Clasificación de la etapa \| Clasificación de la etapa \| Clasificación de la etapa \| Clasificación de la etapa \| \| Ciclista \| Ciclista \| Equipo \| Tiempo \| \| \| ------------------------- \| ------------------------- \| ------------------------- \| ------------------------- \| ------------------------- \| \| 1.º \| Gert Steegmans \| Quick Step \| 2 h 21 min 29 s \| \| \| 2.º \| Jérôme Pineau \| Bouygues Telecom \| + 2 s \| \| \| 3.º \| Thor Hushovd \| Crédit Agricole \| + 2 s \| \| \| 4.º \| Philippe Gilbert \| La Française des jeux \| + 2 s \| \| \| 5.º \| Karsten Kroon \| CSC \| + 2 s \| \| \| 6.º \| Enrico Franzoi \| Liquigas \| + 4 s \| \| \| 7.º \| Mirco Lorenzetto \| Lampre \| + 4 s \| \| \| 8.º \| Bernhard Eisel \| High Road \| + 4 s \| \| \| 9.º \| Davide Rebellin \| Gerolsteiner \| + 4 s \| \| \| 10.º \| Aleksandr Kuschynski \| Liquigas \| + 7 s \| \| |                      |                       |                 |
| |                      |                       |                 |
| |                      |                       |                 |
| Clasificación de la etapa |                      |                       |                 |
| Ciclista | Ciclista             | Equipo                | Tiempo          |
| 1.º | Gert Steegmans       | Quick Step            | 2 h 21 min 29 s |
| 2.º | Jérôme Pineau        | Bouygues Telecom      | + 2 s           |
| 3.º | Thor Hushovd         | Crédit Agricole       | + 2 s           |
| 4.º | Philippe Gilbert     | La Française des jeux | + 2 s           |
| 5.º | Karsten Kroon        | CSC                   | + 2 s           |
| 6.º | Enrico Franzoi       | Liquigas              | + 4 s           |
| 7.º | Mirco Lorenzetto     | Lampre                | + 4 s           |
| 8.º | Bernhard Eisel       | High Road             | + 4 s           |
| 9.º | Davide Rebellin      | Gerolsteiner          | + 4 s           |
| 10.º | Aleksandr Kuschynski | Liquigas              | + 7 s           |

| \| Clasificación general \| Clasificación general \| Clasificación general \| Clasificación general \| Clasificación general \| \| Ciclista \| Ciclista \| Equipo \| Tiempo \| \| \| --------------------- \| --------------------- \| --------------------- \| --------------------- \| --------------------- \| \| 1.º \| Thor Hushovd \| Crédit Agricole \| 2 h 26 min 55 s \| \| \| 2.º \| Gert Steegmans \| Quick Step \| + 6 s \| \| \| 3.º \| Jérôme Pineau \| Bouygues Telecom \| + 12 s \| \| \| 4.º \| Karsten Kroon \| CSC \| + 12 s \| \| \| 5.º \| Andri Hrivko \| Team Milram \| + 17 s \| \| \| 6.º \| Trent Lowe \| Slipstream-Chipotle \| + 18 s \| \| \| 7.º \| David Millar \| Slipstream-Chipotle \| + 20 s \| \| \| 8.º \| Matteo Tosatto \| Quick Step \| + 21 s \| \| \| 9.º \| Luis León Sánchez \| Caisse d'Épargne \| + 22 s \| \| \| 10.º \| Johan Vansummeren \| Silence-Lotto \| + 24 s \| \| |                   |                     |                 |
| |                   |                     |                 |
| |                   |                     |                 |
| Clasificación general |                   |                     |                 |
| Ciclista | Ciclista          | Equipo              | Tiempo          |
| 1.º | Thor Hushovd      | Crédit Agricole     | 2 h 26 min 55 s |
| 2.º | Gert Steegmans    | Quick Step          | + 6 s           |
| 3.º | Jérôme Pineau     | Bouygues Telecom    | + 12 s          |
| 4.º | Karsten Kroon     | CSC                 | + 12 s          |
| 5.º | Andri Hrivko      | Team Milram         | + 17 s          |
| 6.º | Trent Lowe        | Slipstream-Chipotle | + 18 s          |
| 7.º | David Millar      | Slipstream-Chipotle | + 20 s          |
| 8.º | Matteo Tosatto    | Quick Step          | + 21 s          |
| 9.º | Luis León Sánchez | Caisse d'Épargne    | + 22 s          |
| 10.º | Johan Vansummeren | Silence-Lotto       | + 24 s          |

### Etapa 2
| Nevers - Belleville | etapa llana | (201 km) |

| \| Clasificación de la etapa \| Clasificación de la etapa \| Clasificación de la etapa \| Clasificación de la etapa \| Clasificación de la etapa \| \| Ciclista \| Ciclista \| Equipo \| Tiempo \| \| \| ------------------------- \| ------------------------- \| ------------------------------- \| ------------------------- \| ------------------------- \| \| 1.º \| Gert Steegmans \| Quick Step \| 5 h 29 min 47 s \| \| \| 2.º \| Thor Hushovd \| Crédit Agricole \| + 0 s \| \| \| 3.º \| Sylvain Chavanel \| Cofidis-Le Crédit par Téléphone \| + 0 s \| \| \| 4.º \| Michael Albasini \| Liquigas \| + 0 s \| \| \| 5.º \| Philippe Gilbert \| La Française des jeux \| + 3 s \| \| \| 6.º \| Matteo Tosatto \| Quick Step \| + 3 s \| \| \| 7.º \| Mirco Lorenzetto \| Lampre \| + 3 s \| \| \| 8.º \| Enrico Franzoi \| Liquigas \| + 3 s \| \| \| 9.º \| Manuele Mori \| Saunier Duval-Scott \| + 3 s \| \| \| 10.º \| Vicente Reynés \| High Road \| + 3 s \| \| |                  |                                 |                 |
| |                  |                                 |                 |
| |                  |                                 |                 |
| Clasificación de la etapa |                  |                                 |                 |
| Ciclista | Ciclista         | Equipo                          | Tiempo          |
| 1.º | Gert Steegmans   | Quick Step                      | 5 h 29 min 47 s |
| 2.º | Thor Hushovd     | Crédit Agricole                 | + 0 s           |
| 3.º | Sylvain Chavanel | Cofidis-Le Crédit par Téléphone | + 0 s           |
| 4.º | Michael Albasini | Liquigas                        | + 0 s           |
| 5.º | Philippe Gilbert | La Française des jeux           | + 3 s           |
| 6.º | Matteo Tosatto   | Quick Step                      | + 3 s           |
| 7.º | Mirco Lorenzetto | Lampre                          | + 3 s           |
| 8.º | Enrico Franzoi   | Liquigas                        | + 3 s           |
| 9.º | Manuele Mori     | Saunier Duval-Scott             | + 3 s           |
| 10.º | Vicente Reynés   | High Road                       | + 3 s           |

| \| Clasificación general \| Clasificación general \| Clasificación general \| Clasificación general \| Clasificación general \| \| Ciclista \| Ciclista \| Equipo \| Tiempo \| \| \| --------------------- \| --------------------- \| ------------------------------- \| --------------------- \| --------------------- \| \| 1.º \| Thor Hushovd \| Crédit Agricole \| 7 h 56 min 34 s \| \| \| 2.º \| Gert Steegmans \| Quick Step \| + 3 s \| \| \| 3.º \| Jérôme Pineau \| Bouygues Telecom \| + 23 s \| \| \| 4.º \| Karsten Kroon \| CSC \| + 23 s \| \| \| 5.º \| Trent Lowe \| Slipstream-Chipotle \| + 29 s \| \| \| 6.º \| Sylvain Chavanel \| Cofidis-Le Crédit par Téléphone \| + 30 s \| \| \| 7.º \| David Millar \| Slipstream-Chipotle \| + 30 s \| \| \| 8.º \| Matteo Tosatto \| Quick Step \| + 32 s \| \| \| 9.º \| Luis León Sánchez \| Caisse d'Épargne \| + 33 s \| \| \| 10.º \| Niki Terpstra \| Team Milram \| + 36 s \| \| |                   |                                 |                 |
| |                   |                                 |                 |
| |                   |                                 |                 |
| Clasificación general |                   |                                 |                 |
| Ciclista | Ciclista          | Equipo                          | Tiempo          |
| 1.º | Thor Hushovd      | Crédit Agricole                 | 7 h 56 min 34 s |
| 2.º | Gert Steegmans    | Quick Step                      | + 3 s           |
| 3.º | Jérôme Pineau     | Bouygues Telecom                | + 23 s          |
| 4.º | Karsten Kroon     | CSC                             | + 23 s          |
| 5.º | Trent Lowe        | Slipstream-Chipotle             | + 29 s          |
| 6.º | Sylvain Chavanel  | Cofidis-Le Crédit par Téléphone | + 30 s          |
| 7.º | David Millar      | Slipstream-Chipotle             | + 30 s          |
| 8.º | Matteo Tosatto    | Quick Step                      | + 32 s          |
| 9.º | Luis León Sánchez | Caisse d'Épargne                | + 33 s          |
| 10.º | Niki Terpstra     | Team Milram                     | + 36 s          |

### Etapa 3
| Fleurie - Saint-Étienne | etapa de media montaña | (165,5 km) |

| \| Clasificación de la etapa \| Clasificación de la etapa \| Clasificación de la etapa \| Clasificación de la etapa \| Clasificación de la etapa \| \| Ciclista \| Ciclista \| Equipo \| Tiempo \| \| \| ------------------------- \| ------------------------- \| ------------------------- \| ------------------------- \| ------------------------- \| \| 1.º \| Kjell Carlström \| Liquigas \| 4 h 39 min 14 s \| \| \| 2.º \| Clément Lhotellerie \| Skil-Shimano \| + 0 s \| \| \| 3.º \| Pierre Rolland \| Crédit Agricole \| + 43 s \| \| \| 4.º \| Davide Rebellin \| Gerolsteiner \| + 43 s \| \| \| 5.º \| Roman Kreuziger \| Liquigas \| + 43 s \| \| \| 6.º \| Rinaldo Nocentini \| AG2R-La Mondiale \| + 43 s \| \| \| 7.º \| Robert Gesink \| Rabobank \| + 43 s \| \| \| 8.º \| Damiano Cunego \| Lampre \| + 43 s \| \| \| 9.º \| Luis León Sánchez \| Caisse d'Épargne \| + 43 s \| \| \| 10.º \| Gorka Verdugo \| Euskaltel-Euskadi \| + 43 s \| \| |                     |                   |                 |
| |                     |                   |                 |
| |                     |                   |                 |
| Clasificación de la etapa |                     |                   |                 |
| Ciclista | Ciclista            | Equipo            | Tiempo          |
| 1.º | Kjell Carlström     | Liquigas          | 4 h 39 min 14 s |
| 2.º | Clément Lhotellerie | Skil-Shimano      | + 0 s           |
| 3.º | Pierre Rolland      | Crédit Agricole   | + 43 s          |
| 4.º | Davide Rebellin     | Gerolsteiner      | + 43 s          |
| 5.º | Roman Kreuziger     | Liquigas          | + 43 s          |
| 6.º | Rinaldo Nocentini   | AG2R-La Mondiale  | + 43 s          |
| 7.º | Robert Gesink       | Rabobank          | + 43 s          |
| 8.º | Damiano Cunego      | Lampre            | + 43 s          |
| 9.º | Luis León Sánchez   | Caisse d'Épargne  | + 43 s          |
| 10.º | Gorka Verdugo       | Euskaltel-Euskadi | + 43 s          |

| \| Clasificación general \| Clasificación general \| Clasificación general \| Clasificación general \| Clasificación general \| \| Ciclista \| Ciclista \| Equipo \| Tiempo \| \| \| --------------------- \| --------------------- \| ------------------------------- \| --------------------- \| --------------------- \| \| 1.º \| Sylvain Chavanel \| Cofidis-Le Crédit par Téléphone \| 12 h 37 min 01 s \| \| \| 2.º \| Karsten Kroon \| CSC \| + 2 s \| \| \| 3.º \| Luis León Sánchez \| Caisse d'Épargne \| + 3 s \| \| \| 4.º \| Gorka Verdugo \| Euskaltel-Euskadi \| + 8 s \| \| \| 5.º \| Davide Rebellin \| Gerolsteiner \| + 14 s \| \| \| 6.º \| Juanma Gárate \| Quick Step \| + 18 s \| \| \| 7.º \| Yaroslav Popovych \| Silence-Lotto \| + 19 s \| \| \| 8.º \| Rinaldo Nocentini \| AG2R-La Mondiale \| + 21 s \| \| \| 9.º \| Robert Gesink \| Rabobank \| + 21 s \| \| \| 10.º \| Aleksandr Yefimkin \| Quick Step \| + 34 s \| \| |                    |                                 |                  |
| |                    |                                 |                  |
| |                    |                                 |                  |
| Clasificación general |                    |                                 |                  |
| Ciclista | Ciclista           | Equipo                          | Tiempo           |
| 1.º | Sylvain Chavanel   | Cofidis-Le Crédit par Téléphone | 12 h 37 min 01 s |
| 2.º | Karsten Kroon      | CSC                             | + 2 s            |
| 3.º | Luis León Sánchez  | Caisse d'Épargne                | + 3 s            |
| 4.º | Gorka Verdugo      | Euskaltel-Euskadi               | + 8 s            |
| 5.º | Davide Rebellin    | Gerolsteiner                    | + 14 s           |
| 6.º | Juanma Gárate      | Quick Step                      | + 18 s           |
| 7.º | Yaroslav Popovych  | Silence-Lotto                   | + 19 s           |
| 8.º | Rinaldo Nocentini  | AG2R-La Mondiale                | + 21 s           |
| 9.º | Robert Gesink      | Rabobank                        | + 21 s           |
| 10.º | Aleksandr Yefimkin | Quick Step                      | + 34 s           |

### Etapa 4
| Montélimar - Mont Ventoux | etapa de montaña | (176 km) |

| \| Clasificación de la etapa \| Clasificación de la etapa \| Clasificación de la etapa \| Clasificación de la etapa \| Clasificación de la etapa \| \| Ciclista \| Ciclista \| Equipo \| Tiempo \| \| \| ------------------------- \| ------------------------- \| ------------------------- \| ------------------------- \| ------------------------- \| \| 1.º \| Cadel Evans \| Silence-Lotto \| 4 h 32 min 56 s \| \| \| 2.º \| Robert Gesink \| Rabobank \| + 0 s \| \| \| 3.º \| Rinaldo Nocentini \| AG2R-La Mondiale \| + 33 s \| \| \| 4.º \| Davide Rebellin \| Gerolsteiner \| + 33 s \| \| \| 5.º \| Fränk Schleck \| CSC \| + 34 s \| \| \| 6.º \| Yaroslav Popovych \| Silence-Lotto \| + 38 s \| \| \| 7.º \| Juanma Gárate \| Quick Step \| + 1 min 03 s \| \| \| 8.º \| Simon Špilak \| Lampre \| + 1 min 03 s \| \| \| 9.º \| Pierre Rolland \| Crédit Agricole \| + 1 min 30 s \| \| \| 10.º \| Carlos Barredo \| Quick Step \| + 1 min 33 s \| \| |                   |                  |                 |
| |                   |                  |                 |
| |                   |                  |                 |
| Clasificación de la etapa |                   |                  |                 |
| Ciclista | Ciclista          | Equipo           | Tiempo          |
| 1.º | Cadel Evans       | Silence-Lotto    | 4 h 32 min 56 s |
| 2.º | Robert Gesink     | Rabobank         | + 0 s           |
| 3.º | Rinaldo Nocentini | AG2R-La Mondiale | + 33 s          |
| 4.º | Davide Rebellin   | Gerolsteiner     | + 33 s          |
| 5.º | Fränk Schleck     | CSC              | + 34 s          |
| 6.º | Yaroslav Popovych | Silence-Lotto    | + 38 s          |
| 7.º | Juanma Gárate     | Quick Step       | + 1 min 03 s    |
| 8.º | Simon Špilak      | Lampre           | + 1 min 03 s    |
| 9.º | Pierre Rolland    | Crédit Agricole  | + 1 min 30 s    |
| 10.º | Carlos Barredo    | Quick Step       | + 1 min 33 s    |

| \| Clasificación general \| Clasificación general \| Clasificación general \| Clasificación general \| Clasificación general \| \| Ciclista \| Ciclista \| Equipo \| Tiempo \| \| \| --------------------- \| --------------------- \| ------------------------------- \| --------------------- \| --------------------- \| \| 1.º \| Robert Gesink \| Rabobank \| 17 h 10 min 12 s \| \| \| 2.º \| Davide Rebellin \| Gerolsteiner \| + 32 s \| \| \| 3.º \| Rinaldo Nocentini \| AG2R-La Mondiale \| + 35 s \| \| \| 4.º \| Yaroslav Popovych \| Silence-Lotto \| + 42 s \| \| \| 5.º \| Juanma Gárate \| Quick Step \| + 1 min 06 s \| \| \| 6.º \| Luis León Sánchez \| Caisse d'Épargne \| + 2 min 06 s \| \| \| 7.º \| Gorka Verdugo \| Euskaltel-Euskadi \| + 2 min 11 s \| \| \| 8.º \| Aleksandr Yefimkin \| Quick Step \| + 2 min 30 s \| \| \| 9.º \| Clément Lhotellerie \| Skil-Shimano \| + 3 min 25 s \| \| \| 10.º \| Sylvain Chavanel \| Cofidis-Le Crédit par Téléphone \| + 3 min 27 s \| \| |                     |                                 |                  |
| |                     |                                 |                  |
| |                     |                                 |                  |
| Clasificación general |                     |                                 |                  |
| Ciclista | Ciclista            | Equipo                          | Tiempo           |
| 1.º | Robert Gesink       | Rabobank                        | 17 h 10 min 12 s |
| 2.º | Davide Rebellin     | Gerolsteiner                    | + 32 s           |
| 3.º | Rinaldo Nocentini   | AG2R-La Mondiale                | + 35 s           |
| 4.º | Yaroslav Popovych   | Silence-Lotto                   | + 42 s           |
| 5.º | Juanma Gárate       | Quick Step                      | + 1 min 06 s     |
| 6.º | Luis León Sánchez   | Caisse d'Épargne                | + 2 min 06 s     |
| 7.º | Gorka Verdugo       | Euskaltel-Euskadi               | + 2 min 11 s     |
| 8.º | Aleksandr Yefimkin  | Quick Step                      | + 2 min 30 s     |
| 9.º | Clément Lhotellerie | Skil-Shimano                    | + 3 min 25 s     |
| 10.º | Sylvain Chavanel    | Cofidis-Le Crédit par Téléphone | + 3 min 27 s     |

### Etapa 5
| Althen-des-Paluds - Sisteron | etapa de media montaña | (172,5 km) |

| \| Clasificación de la etapa \| Clasificación de la etapa \| Clasificación de la etapa \| Clasificación de la etapa \| Clasificación de la etapa \| \| Ciclista \| Ciclista \| Equipo \| Tiempo \| \| \| ------------------------- \| ------------------------- \| ------------------------------- \| ------------------------- \| ------------------------- \| \| 1.º \| Carlos Barredo \| Quick Step \| 3 h 58 min 01 s \| \| \| 2.º \| Karsten Kroon \| CSC \| + 4 s \| \| \| 3.º \| Manuele Mori \| Saunier Duval-Scott \| + 4 s \| \| \| 4.º \| Christophe Moreau \| Agritubel \| + 4 s \| \| \| 5.º \| Pierre Rolland \| Crédit Agricole \| + 4 s \| \| \| 6.º \| Simon Gerrans \| Crédit Agricole \| + 1 min 33 s \| \| \| 7.º \| Maxime Monfort \| Cofidis-Le Crédit par Téléphone \| + 1 min 33 s \| \| \| 8.º \| Aleksandr Bocharov \| Crédit Agricole \| + 1 min 33 s \| \| \| 9.º \| Ivan Santaromita \| Liquigas \| + 1 min 33 s \| \| \| 10.º \| Mathieu Perget \| Caisse d'Épargne \| + 1 min 33 s \| \| |                    |                                 |                 |
| |                    |                                 |                 |
| |                    |                                 |                 |
| Clasificación de la etapa |                    |                                 |                 |
| Ciclista | Ciclista           | Equipo                          | Tiempo          |
| 1.º | Carlos Barredo     | Quick Step                      | 3 h 58 min 01 s |
| 2.º | Karsten Kroon      | CSC                             | + 4 s           |
| 3.º | Manuele Mori       | Saunier Duval-Scott             | + 4 s           |
| 4.º | Christophe Moreau  | Agritubel                       | + 4 s           |
| 5.º | Pierre Rolland     | Crédit Agricole                 | + 4 s           |
| 6.º | Simon Gerrans      | Crédit Agricole                 | + 1 min 33 s    |
| 7.º | Maxime Monfort     | Cofidis-Le Crédit par Téléphone | + 1 min 33 s    |
| 8.º | Aleksandr Bocharov | Crédit Agricole                 | + 1 min 33 s    |
| 9.º | Ivan Santaromita   | Liquigas                        | + 1 min 33 s    |
| 10.º | Mathieu Perget     | Caisse d'Épargne                | + 1 min 33 s    |

| \| Clasificación general \| Clasificación general \| Clasificación general \| Clasificación general \| Clasificación general \| \| Ciclista \| Ciclista \| Equipo \| Tiempo \| \| \| --------------------- \| --------------------- \| --------------------- \| --------------------- \| --------------------- \| \| 1.º \| Robert Gesink \| Rabobank \| 21 h 10 min 30 s \| \| \| 2.º \| Davide Rebellin \| Gerolsteiner \| + 32 s \| \| \| 3.º \| Rinaldo Nocentini \| AG2R-La Mondiale \| + 35 s \| \| \| 4.º \| Yaroslav Popovych \| Silence-Lotto \| + 42 s \| \| \| 5.º \| Juanma Gárate \| Quick Step \| + 1 min 05 s \| \| \| 6.º \| Carlos Barredo \| Quick Step \| + 1 min 40 s \| \| \| 7.º \| Luis León Sánchez \| Caisse d'Épargne \| + 2 min 08 s \| \| \| 8.º \| Gorka Verdugo \| Euskaltel-Euskadi \| + 2 min 11 s \| \| \| 9.º \| Aleksandr Yefimkin \| Quick Step \| + 2 min 33 s \| \| \| 10.º \| Clément Lhotellerie \| Skil-Shimano \| + 3 min 27 s \| \| |                     |                   |                  |
| |                     |                   |                  |
| |                     |                   |                  |
| Clasificación general |                     |                   |                  |
| Ciclista | Ciclista            | Equipo            | Tiempo           |
| 1.º | Robert Gesink       | Rabobank          | 21 h 10 min 30 s |
| 2.º | Davide Rebellin     | Gerolsteiner      | + 32 s           |
| 3.º | Rinaldo Nocentini   | AG2R-La Mondiale  | + 35 s           |
| 4.º | Yaroslav Popovych   | Silence-Lotto     | + 42 s           |
| 5.º | Juanma Gárate       | Quick Step        | + 1 min 05 s     |
| 6.º | Carlos Barredo      | Quick Step        | + 1 min 40 s     |
| 7.º | Luis León Sánchez   | Caisse d'Épargne  | + 2 min 08 s     |
| 8.º | Gorka Verdugo       | Euskaltel-Euskadi | + 2 min 11 s     |
| 9.º | Aleksandr Yefimkin  | Quick Step        | + 2 min 33 s     |
| 10.º | Clément Lhotellerie | Skil-Shimano      | + 3 min 27 s     |

### Etapa 6
| Sisteron - Cannes | etapa de montaña | (206 km) |

| \| Clasificación de la etapa \| Clasificación de la etapa \| Clasificación de la etapa \| Clasificación de la etapa \| Clasificación de la etapa \| \| Ciclista \| Ciclista \| Equipo \| Tiempo \| \| \| ------------------------- \| ------------------------- \| ------------------------------- \| ------------------------- \| ------------------------- \| \| 1.º \| Sylvain Chavanel \| Cofidis-Le Crédit par Téléphone \| 5 h 00 min 25 s \| \| \| 2.º \| Luis León Sánchez \| Caisse d'Épargne \| + 2 s \| \| \| 3.º \| Bobby Julich \| CSC \| + 2 s \| \| \| 4.º \| Damiano Cunego \| Lampre \| + 2 s \| \| \| 5.º \| Davide Rebellin \| Gerolsteiner \| + 6 s \| \| \| 6.º \| Rinaldo Nocentini \| AG2R-La Mondiale \| + 6 s \| \| \| 7.º \| Matteo Tosatto \| Quick Step \| + 44 s \| \| \| 8.º \| Thor Hushovd \| Crédit Agricole \| + 44 s \| \| \| 9.º \| Jérôme Pineau \| Bouygues Telecom \| + 44 s \| \| \| 10.º \| Aurélien Passeron \| Saunier Duval-Scott \| + 44 s \| \| |                   |                                 |                 |
| |                   |                                 |                 |
| |                   |                                 |                 |
| Clasificación de la etapa |                   |                                 |                 |
| Ciclista | Ciclista          | Equipo                          | Tiempo          |
| 1.º | Sylvain Chavanel  | Cofidis-Le Crédit par Téléphone | 5 h 00 min 25 s |
| 2.º | Luis León Sánchez | Caisse d'Épargne                | + 2 s           |
| 3.º | Bobby Julich      | CSC                             | + 2 s           |
| 4.º | Damiano Cunego    | Lampre                          | + 2 s           |
| 5.º | Davide Rebellin   | Gerolsteiner                    | + 6 s           |
| 6.º | Rinaldo Nocentini | AG2R-La Mondiale                | + 6 s           |
| 7.º | Matteo Tosatto    | Quick Step                      | + 44 s          |
| 8.º | Thor Hushovd      | Crédit Agricole                 | + 44 s          |
| 9.º | Jérôme Pineau     | Bouygues Telecom                | + 44 s          |
| 10.º | Aurélien Passeron | Saunier Duval-Scott             | + 44 s          |

| \| Clasificación general \| Clasificación general \| Clasificación general \| Clasificación general \| Clasificación general \| \| Ciclista \| Ciclista \| Equipo \| Tiempo \| \| \| --------------------- \| --------------------- \| ------------------------------- \| --------------------- \| --------------------- \| \| 1.º \| Davide Rebellin \| Gerolsteiner \| 26 h 11 min 31 s \| \| \| 2.º \| Rinaldo Nocentini \| AG2R-La Mondiale \| + 3 s \| \| \| 3.º \| Yaroslav Popovych \| Silence-Lotto \| + 48 s \| \| \| 4.º \| Robert Gesink \| Rabobank \| + 51 s \| \| \| 5.º \| Juanma Gárate \| Quick Step \| + 1 min 12 s \| \| \| 6.º \| Luis León Sánchez \| Caisse d'Épargne \| + 1 min 24 s \| \| \| 7.º \| Gorka Verdugo \| Euskaltel-Euskadi \| + 2 min 17 s \| \| \| 8.º \| Carlos Barredo \| Quick Step \| + 2 min 33 s \| \| \| 9.º \| Sylvain Chavanel \| Cofidis-Le Crédit par Téléphone \| + 2 min 39 s \| \| \| 10.º \| Aleksandr Yefimkin \| Quick Step \| + 3 min 21 s \| \| |                    |                                 |                  |
| |                    |                                 |                  |
| |                    |                                 |                  |
| Clasificación general |                    |                                 |                  |
| Ciclista | Ciclista           | Equipo                          | Tiempo           |
| 1.º | Davide Rebellin    | Gerolsteiner                    | 26 h 11 min 31 s |
| 2.º | Rinaldo Nocentini  | AG2R-La Mondiale                | + 3 s            |
| 3.º | Yaroslav Popovych  | Silence-Lotto                   | + 48 s           |
| 4.º | Robert Gesink      | Rabobank                        | + 51 s           |
| 5.º | Juanma Gárate      | Quick Step                      | + 1 min 12 s     |
| 6.º | Luis León Sánchez  | Caisse d'Épargne                | + 1 min 24 s     |
| 7.º | Gorka Verdugo      | Euskaltel-Euskadi               | + 2 min 17 s     |
| 8.º | Carlos Barredo     | Quick Step                      | + 2 min 33 s     |
| 9.º | Sylvain Chavanel   | Cofidis-Le Crédit par Téléphone | + 2 min 39 s     |
| 10.º | Aleksandr Yefimkin | Quick Step                      | + 3 min 21 s     |

### Etapa 7
| Niza - Niza | etapa de montaña | (119 km) |

| \| Clasificación de la etapa \| Clasificación de la etapa \| Clasificación de la etapa \| Clasificación de la etapa \| Clasificación de la etapa \| \| Ciclista \| Ciclista \| Equipo \| Tiempo \| \| \| ------------------------- \| ------------------------- \| ------------------------------- \| ------------------------- \| ------------------------- \| \| 1.º \| Luis León Sánchez \| Caisse d'Épargne \| 2 h 51 min 12 s \| \| \| 2.º \| Maxime Monfort \| Cofidis-Le Crédit par Téléphone \| + 0 s \| \| \| 3.º \| Carlos Barredo \| Quick Step \| + 0 s \| \| \| 4.º \| Christophe Moreau \| Agritubel \| + 5 s \| \| \| 5.º \| Aleksandr Yefimkin \| Quick Step \| + 5 s \| \| \| 6.º \| Matteo Tosatto \| Quick Step \| + 5 s \| \| \| 7.º \| Simon Špilak \| Lampre \| + 5 s \| \| \| 8.º \| Aleksandr Bocharov \| Crédit Agricole \| + 5 s \| \| \| 9.º \| Peter Velits \| Team Milram \| + 5 s \| \| \| 10.º \| José Alberto Benítez \| Saunier Duval-Scott \| + 5 s \| \| |                      |                                 |                 |
| |                      |                                 |                 |
| |                      |                                 |                 |
| Clasificación de la etapa |                      |                                 |                 |
| Ciclista | Ciclista             | Equipo                          | Tiempo          |
| 1.º | Luis León Sánchez    | Caisse d'Épargne                | 2 h 51 min 12 s |
| 2.º | Maxime Monfort       | Cofidis-Le Crédit par Téléphone | + 0 s           |
| 3.º | Carlos Barredo       | Quick Step                      | + 0 s           |
| 4.º | Christophe Moreau    | Agritubel                       | + 5 s           |
| 5.º | Aleksandr Yefimkin   | Quick Step                      | + 5 s           |
| 6.º | Matteo Tosatto       | Quick Step                      | + 5 s           |
| 7.º | Simon Špilak         | Lampre                          | + 5 s           |
| 8.º | Aleksandr Bocharov   | Crédit Agricole                 | + 5 s           |
| 9.º | Peter Velits         | Team Milram                     | + 5 s           |
| 10.º | José Alberto Benítez | Saunier Duval-Scott             | + 5 s           |

## Clasificaciones finales

### Clasificación general
| \| Clasificación general \| Clasificación general \| Clasificación general \| Clasificación general \| Clasificación general \| \| Ciclista \| Ciclista \| Equipo \| Tiempo \| \| \| --------------------- \| --------------------- \| ------------------------------- \| --------------------- \| --------------------- \| \| 1.º \| Davide Rebellin \| Gerolsteiner \| 29 h 02 min 48 s \| \| \| 2.º \| Rinaldo Nocentini \| AG2R-La Mondiale \| + 3 s \| \| \| 3.º \| Yaroslav Popovych \| Silence-Lotto \| + 48 s \| \| \| 4.º \| Robert Gesink \| Rabobank \| + 51 s \| \| \| 5.º \| Luis León Sánchez \| Caisse d'Épargne \| + 1 min 09 s \| \| \| 6.º \| Juanma Gárate \| Quick Step \| + 1 min 12 s \| \| \| 7.º \| Gorka Verdugo \| Euskaltel-Euskadi \| + 2 min 17 s \| \| \| 8.º \| Carlos Barredo \| Quick Step \| DES \| \| \| 9.º \| Sylvain Chavanel \| Cofidis-Le Crédit par Téléphone \| + 2 min 39 s \| \| \| 10.º \| Aleksandr Yefimkin \| Quick Step \| + 3 min 21 s \| \| \| 11.º \| Clément Lhotellerie \| Skil-Shimano \| + 4 min 11 s \| \| |                     |                                 |                  |
| |                     |                                 |                  |
| |                     |                                 |                  |
| Clasificación general |                     |                                 |                  |
| Ciclista | Ciclista            | Equipo                          | Tiempo           |
| 1.º | Davide Rebellin     | Gerolsteiner                    | 29 h 02 min 48 s |
| 2.º | Rinaldo Nocentini   | AG2R-La Mondiale                | + 3 s            |
| 3.º | Yaroslav Popovych   | Silence-Lotto                   | + 48 s           |
| 4.º | Robert Gesink       | Rabobank                        | + 51 s           |
| 5.º | Luis León Sánchez   | Caisse d'Épargne                | + 1 min 09 s     |
| 6.º | Juanma Gárate       | Quick Step                      | + 1 min 12 s     |
| 7.º | Gorka Verdugo       | Euskaltel-Euskadi               | + 2 min 17 s     |
| 8.º | Carlos Barredo      | Quick Step                      | DES              |
| 9.º | Sylvain Chavanel    | Cofidis-Le Crédit par Téléphone | + 2 min 39 s     |
| 10.º | Aleksandr Yefimkin  | Quick Step                      | + 3 min 21 s     |
| 11.º | Clément Lhotellerie | Skil-Shimano                    | + 4 min 11 s     |

### Clasificación por puntos
| Clasificación por puntos | Clasificación por puntos | Clasificación por puntos | Clasificación por puntos | Clasificación por puntos |
| Ciclista                 | Ciclista                 | Equipo                   | Puntos                   |                          |
| ------------------------ | ------------------------ | ------------------------ | ------------------------ | ------------------------ |
| 1.º                      | Thor Hushovd             | Crédit Agricole          | 89 pts                   |                          |
| 2.º                      | Luis León Sánchez        | Caisse d'Épargne         | 71 pts                   |                          |
| 3.º                      | Davide Rebellin          | Gerolsteiner             | 69 pts                   |                          |
| 4.º                      | Carlos Barredo           | Quick Step               | DES                      |                          |
| 5.º                      | Karsten Kroon            | CSC                      | 59 pts                   |                          |

### Clasificación de la montaña
| Clasificación de la montaña | Clasificación de la montaña | Clasificación de la montaña | Clasificación de la montaña | Clasificación de la montaña |
| Ciclista                    | Ciclista                    | Equipo                      | Puntos                      |                             |
| --------------------------- | --------------------------- | --------------------------- | --------------------------- | --------------------------- |
| 1.º                         | Clément Lhotellerie         | Skil-Shimano                | 79 pts                      |                             |
| 2.º                         | Chris Anker Sørensen        | CSC                         | 28 pts                      |                             |
| 3.º                         | Bobby Julich                | CSC                         | 20 pts                      |                             |
| 4.º                         | Kjell Carlström             | Liquigas                    | 19 pts                      |                             |
| 5.º                         | Rémi Pauriol                | Crédit Agricole             | 16 pts                      |                             |

### Clasificación de los jóvenes
| Clasificación del mejor joven | Clasificación del mejor joven | Clasificación del mejor joven | Clasificación del mejor joven | Clasificación del mejor joven |
| Ciclista                      | Ciclista                      | Equipo                        | Tiempo                        |                               |
| ----------------------------- | ----------------------------- | ----------------------------- | ----------------------------- | ----------------------------- |
| 1.º                           | Robert Gesink                 | Rabobank                      | 29 h 03 min 39 s              |                               |
| 2.º                           | Luis León Sánchez             | Caisse d'Épargne              | + 18 s                        |                               |
| 3.º                           | Clément Lhotellerie           | Skil-Shimano                  | + 3 min 20 s                  |                               |
| 4.º                           | Simon Špilak                  | Lampre                        | + 3 min 32 s                  |                               |
| 5.º                           | Pierre Rolland                | Crédit Agricole               | + 3 min 51 s                  |                               |

### Clasificación por equipos
| Clasificación por equipos | Clasificación por equipos       | Clasificación por equipos | Clasificación por equipos |
| Equipo                    | Equipo                          | Tiempo                    |                           |
| ------------------------- | ------------------------------- | ------------------------- | ------------------------- |
| 1.º                       | Quick Step                      | 87 h 11 min 40 s          |                           |
| 2.º                       | Crédit agricole                 | + 6 min 57 s              |                           |
| 3.º                       | Cofidis-Le Crédit par Téléphone | + 13 min 54 s             |                           |
| 4.º                       | Silence-Lotto                   | + 17 min 51 s             |                           |
| 5.º                       | Caisse d'Épargne                | + 29 min 16 s             |                           |